# Partido de Tandil
Tandil es uno de los 135 partidos de la provincia argentina de Buenos Aires. Fue fundado el 4 de abril de 1823 por el entonces Gobernador Brigadier Martín Rodríguez. Forma parte de la Quinta Sección Electoral de la Provincia de Buenos Aires.
Su cabecera es la ciudad de Tandil. Al noroeste limita con el partido de Azul, al norte con el partido de Rauch, al noreste con el partido de Ayacucho, al sudeste con el partido de Balcarce, al sur con los partidos de Lobería y Necochea, y al sudoeste con el partido de Benito Juárez.
El partido se divide en doce cuarteles nombrados con números romanos del I al XII.
Ocupa una superficie de 4935 km², con una densidad de 20,5 hab./km²
Fue fundado el 4 de abril de 1823 (así figura en los Registros del Ministerio del Interior argentino) por el entonces Gobernador de la Provincia de Buenos Aires Brigadier Martín Rodríguez. Aunque cabe resaltar que existe un arduo debate historiográfico, que da como fecha de creación del Partido de Tandil el día 19 de julio de 1865.
Sus actividades económicas principales son la agricultura (31%) y la ganadería (39%).

## Gobierno
- Anexo:Intendentes de Tandil

## Localidades del Partido
- Tandil
- María Ignacia (Estación Vela)
- Gardey
- De la Canal
- Desvío Aguirre

### Parajes
- Fulton
- La Pastora
- Cerro Leones
- Iraola
- Azucena
- La Numancia

## Demografía
Según los resultados definitivos del censo de 2022 la población del partido alcanza los 145.575 habitantes.

### Estructura
La población se encuentra repartida en 75 740 mujeres y 69 833 hombres, con un índice de masculinidad de 92,2 hombres por cada 100 mujeres. 
La edad mediana de la población es de 35 años (37 años entre las mujeres y 34 años entre los hombres).
El 13,8% de la población tiene más de 65 años (frente al 13,0% en 2010), y el 3,3% de la población tiene más de 80 años (frente al 3.4% en 2010)

### Salud y educación
El 74,6% de la población tiene al menos un tipo de cobertura de salud. 
Unas 47 886 personas asisten a algún tipo de establecimiento educativo de cualquier nivel y unas 27 878 personas tienen un título terciario o superior (19,1% sobre el total de la población). La tasa de alfabetización es del 99,8

### Migraciones
De las personas residentes en el partido, unas 17 042 (11,7% del total de población) nacieron en otra provincia, y unas 2 623 (1,8% del total de población) lo hicieron fuera del país, siendo los grupos de inmigrantes más numerosos los provenientes de:
- Paraguay: 555 personas
- Chile: 277 personas
- Bolivia: 223 personas
- España: 202 personas
- Italia: 153 personas

### Hogares
En el partido hay un total de 65 029 viviendas  y 58 258 hogares. 
En cuanto al régimen de tenencia y regularidad de la propiedad de las viviendas, el 55,4% es propia, el 29,8% es alquilada, el 7,7% es cedida o prestada, y el resto se encuentra en otra situación.
Sobre el total de hogares, 54 660 (93,8% del total) tiene acceso a red pública de agua corriente, 49 536 (85,0% del total) tiene desagüe y descarga a red pública cloacal, 44 933 (77,1% del total) tiene acceso a red pública de gas, y 42 173 (82,7% del total) tiene acceso a red de internet en la vivienda. 